# Lindia deridderae
Lindia deridderae är en hjuldjursart som beskrevs av Koste 1979. Lindia deridderae ingår i släktet Lindia och familjen Lindiidae. Inga underarter finns listade i Catalogue of Life.